# Щиты Древней Армении
История эволюции щитов Древней Армении восходит к аборигенам Армянского нагорья с середины II тысячелетия до н. э. Этим временем датируются находки самых ранних щитов и изображения на предметах искусства.
Довольно часто, на древнеармянских щитах в качестве девиза были начертаны слова "За отчизну".

## Предысторические щиты
Древнейшие щиты автохтонов Армянского нагорья известны, в основном, по памятникам изобразительного искусства.

### Полуцилиндрические щиты
Наиболее интересными являются изображения воинов на поясе из Степанавана, датируемом концом 2-го тысячелетия до н. э., в центральной части которого показано движение строя пеших воинов. Впереди строя изображена фигура вождя, держащего в левой руке большой полуцилиндрический щит с расширенной нижней частью и узким округлым верхним бортом. Вождя сопровождают семь воинов меньших размеров, каждый из которых левой рукой держит точно такой же щит, а в высоко поднятой правой − копьё, как бы собираясь пронзить противника.
Изображения подобных щитов имеются и на фрагментарно сохранившемся поясе из Ноемберяна, датируемом началом I тысячелетием н. э. В верхнем ряду этого пояса изображены водоплавающая птица и лошадь, от фигуры которой сохранились лишь голова и частично ноги. За лошадью, спиной к ней, стоит воин, от изображения которого сохранились ноги в чувяках с изонутыми носками и рука с полуцилиндрическим щитом. в щит вонзились пять стрел с треугольными наконечниками и оперением на древках. Лицом к воину со щитом стоит лучник, от фигуры которого также сохранились лишь ноги в таких же чувяках и часть руки, в которой он держит лук со стрелой.
На обоих поясах изображены батальные сцены, но в отличие от степанаванского, на ноемберянском поясе показан не бой между племенными дружинами, а схватка между двумя спешившимися всадниками. Щит воина, изображённого на поясе из Ноемберяна — плетёный, а не металлический, так как стрелы не отскочили, а вонзились в него.
Помимо графических изображений на поясах, подобные щиты полуцилиндрической формы можно увидеть на бронзовых статуэтках. Одна из таких статуэток, датируемая IX—VIII веками до н. э., найдена в селе Паравакар Тавушской области Армении. Она представляет собой фигуру воина высокого роста, хорошо сложённого, с широкой грудью и чётко отмеченным фаллом. Лицо у него плоское с прямым носом, глаза и рот показаны выемками. На голове воина шлем с гребнем и роговидным выступом, в левой руке он держит вырезанный из листовой бронзы щит полуцилиндрической формы, а в правой — длинное копьё с листовидным наконечником.
Щит паравакарской статуэтки имеет вдвое меньшую высоту, чем сама фигура воина. Если средний рост жителя Древней Армении доходил до 170 см (что чётко фисируется по сохранившимся скелетам из различных погребений), то щит должен иметь высоту, приблизительно 85 см. Щиты воинов, изображённых на степанаванском поясе — втрое, а щит вождя — вдвое меньше их роста, то есть высота таких щитов должна была равняться соответственно 60-85 см. Воинов с такими же щитами в руках изображают бронзовые статуэтки из Айрумского клада и Норашенской крепости, датируемые VI—V веками до н. э. Щиты в руках, исходя из того же соотношения, отличаются небольшими размерами — около 25-30 см. По-видимому, они имеют декоративное значение и не отражают реальных размеров. Таким образом можно предположить, что средняя высота полуцилиндрических щитов в Древней Армении равнялась 60-80 см. Эти щиты, по всей вероятности, происходили из аналогичных ассирийский щитов, многочисленные изображения которых хорошо известны по памятникам ассирийского искусства конца II — начала I тысячелетия до н. э. (высота ассирийских щитов колеблется от 80 до 150 см).

### Круглые щиты
Одновременно с полуцилиндрическими щитами в Армении появляются щиты круглой формы. Подобные щиты можно увидеть в руках двух других фигурок воинов из Паравакарского клада IX—VIII веков до н. э.. Эти щиты также очень малы и имеют декоративный характер. Небольшими размерами отличается щит статуэтки воина из Айрумского клада.
Для изучения защитного снаряжения воинов Древней Армении начала I тысячелетия до н. э. кроме находок самих этих изделий или их изображений на предметах искусства, большое значение имеют ассирийские источники. Так, летописи ассирийского царя Салманасара III свидетельствуют, что ему с самого начала царствования пришлось вести упорную борьбу с Ванским царством, совершая против него ряд походов. Так, при описании похода 858 года до н. э. (третий год правления) рассказывается о взятии города Арзашку и борьбе с урартами во главе с царём Араму. «Вышел из Даяни, к Арзашку городу Араму Урарта я приблизился. Урарт Араму испугался горечи моего сильного оружия и сильной битвы и оставил свой город. В горы Аддури он поднялся, за ним и я, сильную битву устроил я в горах, 3400 воинов поверг я своим оружием, как Адад тучу над ними пролил я дождём, их кровьё окрасил я (гору), как шерсть его лагерь я захватил его колесницы, всадников, коней, мулов, лошаков, имущество и богатую добычу привёл я с гор. Араму, свою жизнь спасая, убежал на неприступную гору».
Далее в этой же надписи Салманасар III рассказывает о захвате и разрушении Арзашку и других пунктов Урарту.
В 1878 году на холме Балават, к юго-востоку от Ниневии, в развалинах древнего города Имгур-бел были найдены продолговатые бронзовые листы (длиной 1,75 см, шириной 0,27 см), сплошь покрытые рельефными изображениям, пояснёнными клинообразными надписями. Эти бронзовые листы оказались обивкой больших деревянных ворот или храма Салманасара III, а изображения − сценами из походов первых девяти его лет царствования. На одной из этих обивок, изображающих эпизоды похода третьего года правления Салманасара III, имеется изображение горящей крепости Арзашку, подожжёной ассирийцами, справа — атака ассирийских колесниц и рукопашная схватка ассирийцев и урартов слева от крепости изображено продолжение сцены битвы и отступление урартов в горы Аддури.
Урартские воины, лучники и копейщики изображены одетыми в длинные до колен рубахи с короткими рукавами, стянутыми широким кожаным или металлическим поясом. У копейщиков небольшие круглые щиты с коническим выступом в центре. На головах урартов надеты небольшие шлемы с гребнем. Щиты в руках воинов Араму имеют небольшие борта и выступающую среднюю часть. Воины держат их кистью руки за ручку, закреплённую с внутренней стороны. Диаметр щита, судя по его соотношению с фигурами воинов, равнялся 30-35 см. Раннеурартские щиты, как видими, несколько больше круглых щитов Паравакара и Айрума, но значительно меньше более поздних урартских щитов. Круглые щиты особенно широко распространяются в эпоху расцвета Урарту. Об этих щитах, как и другом защитном снаряжении, мы узнаём из раскопок Топрак-кале, Каялидере и особенно Кармир-Блура, а также по ассирийским источникам. В этом отношении исключительную ценность представляют анналы Саргона II, повествующие о походе против Урарту в 714 году до н. э. и захвате Мусасира, где была захвачена колоссальная добыча, хранившаяся в религиозном центре Урарту. Согласно описанию похода, ассирийское войско с большим караваном выступило из Кальху летом, переправилось через Верхний и Нижний За. пройдя через труднодоступные лесистые горы, направилось в страну Мана, где, пополнив провиант, разбило союзников Русы, правителя страну Зикириту Метатти. Здесь Саргон изменил путь своего войска, так как узнал, что Руса вместе со своими союзниками и вождями горных племён зашёл к нему в тыл, построив войска в ущелье реки Уауси. Ассирийский царь внезапно среди ночи напал на урартский лагерь и разбил врага наголову. Армия Саргона II прошла огнём и мечом через всё центральное Урарту, разрушая всё на своём пути. На обратном пути Саргон внезапно решил напасть на страну Мусасир. Совершив трудный переход, ассирийское войско внезапно появилось перед городом и «подобно саранче» покрыло всю местность. Город был взят. С дворцовых кладовых, переполненных сокровищами, были сбиты печати и всё содержимое стало добычей Саргона. Лишь золота было захвачено 1040 кг, а серебра около 5060 кг. Текст приводит полный перечень захваченных драгоценностией (более 333500 предметов). В их числе упоминаются «шесть золотых щитов, которые были повешены в его покое слева и справа и блестели ослепительно, из середины их выступали головы оскаленных псов, весили они 5 талантов 12 мин (около 6,5 кг)… 12 тяжёлых серебряных щитов, чьи умбоны сделаны в виде голов чудовищ, львов и диких быков… 25212 медных (бронзовых) щитов тяжёлых и лёгких».
Для изучения древних щитов исключительное значение имеют предметы искусства, которые дают возможность восстановить не только классифицировать эти изделия, но и восстановить облик воинов и их снаряжение. Если из раннего периода Урарту мы имеем лишь изображения нескольких воинов Арама, вооружённых небольшими щитами, то за период начиная с VIII века до н. э. располагаем уже большим количество изображений урартских щитов. Эти щиты изображены на руках всадников, украшающих шлемы Аргишти I и Сардури II из Кармир-Блура. Аналогичные изображения имеются также на колчанах из того же Кармир-Блура, бронзовых поясах из могильника Эребуни в Нор-Ареше, Аданского музея, на бронзовых поясах, найденных в центральных областях Урарту и хранящихся в Мюнхенском музее, во Франции в музее Лес Аск, Базеле и т. д.